# T6 (танк)
T6 (англ. Medium Tank T6) — американский опытный средний танк, разработанный в 1941 году. Произведен 1 прототип компанией General Steel Castings в 1941 году. Состоял на вооружении армии США в 1942 году. Является прототипом среднего танка M4 Шерман.

## История создания
31 августа 1940 года Армейские бронетанковые силы США представили подробные характеристики среднего танка, который заменит M3 Ли. Самым очевидным недостатком M3 было расположение основной 75-мм пушки в корпусе с ограниченным углом поворота, поэтому самым главным было создать танк с 75-мм пушкой от M3 с полностью вращающейся башней. Также Армейские бронетанковые силы указали в своих требованиях снизить общую высоту танка по сравнению с M3.
1 февраля 1941 года начальник артиллерийского вооружения издал указание немедленно приступить к проектированию танка для замены M3 Ли. 18 апреля 1941 года на конференции в Абердине было подтверждено что кроме использования базы M3, T6 должен использовать двигатель, коробку передач и главную передачу, подвеску и гусеницы. Хотя конструкция должна была использовать радиальный двигатель Wright R975, моторный отсек был спроектирован таким образом, чтобы в будущем можно было разместить другие, более крупные двигатели.
Верхний корпус должен был быть литым или сварным. Башня должна была иметь съемную маску для установки разного вооружения. Были рассмотрены все 5 вариантов. Экипаж танка должен был быть сокращен с семи до пяти человек с водителем и штурманом в передней части корпуса и экипажем из трех человек в башне, который впоследствии станет стандартом для всех будущих танков США.
В мае 1941 года Комитет по вооружению рекомендовал построить полноразмерный деревянный макет и опытный танк. Решение было одобрено в июне 1941 года, и новая конструкция получила обозначение Medium Tank T6. После того, как деревянный макет был завершен, компании General Steel Castings было поручено изготовить танк с литым корпусом, а Рок-Айлендскому арсеналу танк со сварным корпусом.
Первый Т6 был завершен в Абердине 2 сентября 1941 года и был осмотрен представителями как бронетанковых войск, так и Министерства вооружений. Изображений T6 со сварным корпусом нет, есть только фото макета, вполне возможно что Рок-Айлендский арсенал не произвел танк со сварным корпусом.
3 сентября на конференции был согласован ряд ключевых изменений T6: удаление командирской башенки и спонсонных створок корпуса, установка вращающегося перископа на крышу и зенитного пулемета калибра 12,7 мм, замена носового пулемета на шаровой и добавление щитков для пулеметов. На конференции подтвердили, что T6 будет стандартизирован как Medium Tank M4. Дальнейшие изменения включали в себя изменение литья в задней части корпуса и замена выхлопной трубы перечной, которые плохо подходили для этой задачи и вызвали серьезные проблемы с перегревом кормы. Круглая бронезащита для крепления антенны была заменена вентилятором корпуса над радиостанцией SRC 506.
T6 не был единственной заменой M3. В июне 1941 года, за три месяца до того, как был построен Т6, был закончен построенный в Канаде прототип крейсерского танка Рэм и прибыл для испытаний в Абердин в августе. До того, как с конвейеров сошел первый M4, к концу февраля 1942 года было построено 110 Рэмов. Рэм также был построен на базе M3 Ли. У него было меньше кольцо башни, чем у T6, всего 1524 мм, в результате чего башня описывалась как тесная и не подходящая для чего-либо большего, чем для установленного орудия QF 6pdr. После испытаний на полигоне американцы и британцы сочли, что Рэм непригоден для боевых действий, но успешно служил учебной машиной.
11 декабря 1941 года вариант со сварным корпусом получил обозначение M4, а с литым — M4A1. Производство первых серийных танков M4 началось в ноябре 1941 года, а полное производство началось в феврале 1942 года. Вполне вероятно, что T6 был утилизирован во время Корейской войны.

## Описание конструкции

### Броневой корпус и башня
В исходном состоянии у Т6 были боковые двери, но без приборов обзора, как у аналогичных дверей на М3. Кольцо башни было увеличено до 1752,6 мм, а толщина брони должна быть максимум 76,2 мм на гласисе. По бокам должны были быть размещены 2 аварийных люка (по одному с каждой стороны), чтобы экипаж имел возможность выбраться из поврежденного танка.

### Вооружение
Два фиксированных пулемета калибром 7,62 мм должны были быть взяты от M3, а также новый пулемет калибра 7,62 мм, установленный впереди с правой стороны гласиса.
Для танка было рассмотрено 5 вариантов вооружения:
- 1 × 75-мм пушка M2 со спаренным пулеметом калибра 7,62 мм
- 2 × 37-мм пушки M6 со спаренным пулеметом калибра 7,62 мм
- 1 × 105-мм гаубица со спаренным пулеметом калибра 7,62 мм
- 3 × 12,7-мм пулемета для зенитного огня с большого угла
- 1 × 57-мм пушка QF 6pdr со спаренным пулеметом калибра 7,62 мм

### Средства наблюдения и связи
У водителя был перископ, установленный в люке над головой, и его сиденье регулировалось по высоте, что позволяло ему подниматься или опускаться, используя для наблюдения перископ или прорезь прямого обзора. T6 был оснащен двумя радиостанциями, одна в передней правой части корпуса, управляемая штурманом (SCR 506), и одна в башне для использования командиром (SCR 508). Крепления радиостанции в башне также предназначались для установки британской радиостанции № 9.

### Двигатель и трансмиссия
На танк устанавливался такой же двигатель как и на M3 — Continental R-975 EC2.

## Боевое применение
Участвовал в Североафриканской кампании во Втором сражении при Эль-Аламейне осенью 1942 года.

## В массовой культуре

### В компьютерных играх
T6 под обозначением T6 Medium присутствует в игре World of Tanks как американский прокачиваемый средний танк 4 уровня.